# Serjania oblongifolia
Serjania oblongifolia är en kinesträdsväxtart som beskrevs av Ludwig Radlkofer. Serjania oblongifolia ingår i släktet Serjania och familjen kinesträdsväxter. Inga underarter finns listade i Catalogue of Life.